# A Zalaegerszegi TE FC 2011–2012-es szezonja
A Zalaegerszegi TE FC 2011–2012-es szezonja szócikk a Zalaegerszegi TE FC első számú férfi labdarúgócsapatának egy idényéről szól.

## Statisztikák
Utolsó elszámolt mérkőzés dátuma: 2012. május 27.

### Mérkőzések
| Lejátszott mérkőzések száma        | 37 (30 OTP Bank Liga, 1 Magyar kupa, 6 Ligakupa)         |
| Győzelmek száma                    | 2 (1 OTP Bank Liga, 0 Magyar kupa, 1 Ligakupa)           |
| Döntetlenek száma                  | 11 (10 OTP Bank Liga, 0 Magyar kupa, 1 Ligakupa)         |
| Vereségek száma                    | 24 (19 OTP Bank Liga, 1 Magyar kupa, 4 Ligakupa)         |
| Szerzett gólok száma               | 31                                                       |
| Kapott gólok száma                 | 84                                                       |
| Gólkülönbség                       | –53                                                      |
| Sárga lapok                        | 84                                                       |
| Kiállítások                        | 11                                                       |
| Legtöbbet figyelmeztetett játékos  | Máté Péter (10 , 1 )                                     |
| Legnagyobb arányú győzelem         | Zalaegerszegi TE 3–0 Haladás (2011. 11. 16.)             |
| Legnagyobb arányú vereség          | Zalaegerszegi TE 0–8 Lombard Pápa (2011. 09. 07.)        |
| Legmagasabb hazai nézőszám         | 6 082 néző, Zalaegerszegi TE 1–1 Haladás (2012. 03. 17.) |
| Legalacsonyabb hazai nézőszám      | 150 néző, Zalaegerszegi TE 3–0 Haladás (2011. 11. 16.)   |
| Legtöbbször pályára lépett játékos | Kocsárdi Gergely (29 mérkőzés)                           |
| Házi gólkirály                     | Máté Péter (5 )                                          |
| Pontok                             | 17/111 (15,32%)                                          |

### Kiírások
| Kiírás        | Statisztikák | Statisztikák | Statisztikák | Statisztikák | Statisztikák | Statisztikák | Kezdő forduló | Végső forduló/ helyezés | Mérkőzések dátumai | Mérkőzések dátumai |
| Kiírás        | M            | GY           | D            | V            | LG–KG        | GK           | Kezdő forduló | Végső forduló/ helyezés | Első               | Utolsó             |
| ------------- | ------------ | ------------ | ------------ | ------------ | ------------ | ------------ | ------------- | ----------------------- | ------------------ | ------------------ |
| OTP Bank Liga | 30           | 1            | 10           | 19           | 25–65        | –40          | —             |                         | 2011. 07. 16.      | 2012. 05. 27.      |
| Magyar kupa   | 1            | 0            | 0            | 1            | 0–1          | –1           | 3. forduló    | 3. forduló              | 2011. 09. 28.      | 2011. 09. 28.      |
| Ligakupa      | 6            | 1            | 1            | 4            | 6–18         | –12          | Csoportkör    | Csoportkör              | 2011. 08. 31.      | 2011. 11. 16.      |

## Mérkőzések
| Színmagyarázat | Színmagyarázat |
| -------------- | -------------- |
|                | Győzelem.      |
|                | Döntetlen.     |
|                | Vereség.       |

### OTP Bank Liga 2011–12

#### Őszi fordulók
| 1. forduló 2011. július 16. 17:30 |

| Diósgyőr                                                 | 4 – 1                         | Zalaegerszegi TE                                            |
| -------------------------------------------------------- | ----------------------------- | ----------------------------------------------------------- |
| Luque 42' 42' Seydi 28' 45' 10' Gohér 89' Abdouraman 52' | (3 – 0) Jegyzőkönyv Részletek | Varga 86' 72' Stanisavljević 53' Rajcomar 78' Bulatović 82′ |

| DVTK-stadion, Miskolc Nézőszám: 7 000 Játékvezető: Vad II. István (magyar) Asszisztensek: Ring György Szpisják Zsolt |

| 2. forduló 2011. július 22. 18:00 |

| Zalaegerszegi TE | 0 – 2                         | Debreceni VSC           |
| ---------------- | ----------------------------- | ----------------------- |
|                  | (0 – 0) Jegyzőkönyv Részletek | Kulcsár 77' Yannick 79' |

| ZTE Aréna, Zalaegerszeg Nézőszám: 3 186 Játékvezető: Szabó Zsolt (magyar) |

| 3. forduló 2011. július 30. 19:00 |

| Pécsi MFC                                                                               | 2 – 1                         | Zalaegerszegi TE                                      |
| --------------------------------------------------------------------------------------- | ----------------------------- | ----------------------------------------------------- |
| Horváth 23' Gyánó 80' (11-esből) Simonfalvi 17' Todorović 40' Törtei 69' Šćepanović 84' | (1 – 1) Jegyzőkönyv Részletek | Kamber 37' Horváth 21' Szalai 33' Méyé 64' Kovács 89' |

| PMFC Stadion, Pécs Nézőszám: 3 000 Játékvezető: Kovács J. Zoltán (magyar) |

| 4. forduló 2011. augusztus 5. 18:00 |

| Zalaegerszegi TE                                        | 0 – 4                         | Budapest Honvéd                                        |
| ------------------------------------------------------- | ----------------------------- | ------------------------------------------------------ |
| Bulatović 11' Seríf 20' Méyé 55' Kovács 56' Vlaszák 63' | (0 – 1) Jegyzőkönyv Részletek | Délczeg 35' Danilo 64' (11-esből) Abass 74' Hidi 90+2' |

| ZTE Aréna, Zalaegerszeg Nézőszám: 3 286 Játékvezető: Andó-Szabó Sándor (magyar) |

| 5. forduló 2011. augusztus 13. 19:00 |

| Haladás               | 1 – 0                         | Zalaegerszegi TE        |
| --------------------- | ----------------------------- | ----------------------- |
| Kenesei 70' Irhás 67' | (0 – 0) Jegyzőkönyv Részletek | Bogunović 52' Bujor 87' |

| Rohonci úti stadion, Szombathely Nézőszám: 7 000 Játékvezető: Solymosi Péter (magyar) |

| 6. forduló 2011. augusztus 19. 18:00 |

| Zalaegerszegi TE              | 1 – 1                         | Vasas                                              |
| ----------------------------- | ----------------------------- | -------------------------------------------------- |
| Méyé 8' (11-esből) Kovács 32' | (1 – 0) Jegyzőkönyv Részletek | Šimić 84' (11-esből) 84' Radványi 7' Mileusnić 16' |

| ZTE Aréna, Zalaegerszeg Nézőszám: 2 186 Játékvezető: Kassai Viktor (magyar) |

| 7. forduló 2011. augusztus 26. 18:00 |

| Győri ETO                                                | 5 – 1                         | Zalaegerszegi TE            |
| -------------------------------------------------------- | ----------------------------- | --------------------------- |
| Völgyi 17' 73' Alekszidze 34' Babić 66' Ahjupera 76' 77' | (2 – 0) Jegyzőkönyv Részletek | Tököli 48' 31' Balázs 90+2′ |

| ETO Park, Győr Nézőszám: 4 000 Játékvezető: Bognár Tamás (magyar) |

| 8. forduló 2011. szeptember 11. 18:00 |

| Ferencváros                                                    | 2 – 0                         | Zalaegerszegi TE                                    |
| -------------------------------------------------------------- | ----------------------------- | --------------------------------------------------- |
| Oláh 66' Tóth 75' Somália 39' Maróti 43' Hakola 45' Júnior 72' | (0 – 0) Jegyzőkönyv Részletek | Máté 4' Bogunović 7' Szalai 38' Kamber 48' Méyé 55′ |

| Albert Flórián Stadion, Budapest Nézőszám: 3 700 Játékvezető: Szabó Zsolt (magyar) |

| 9. forduló 2011. szeptember 17. 16:00 |

| Zalaegerszegi TE        | 1 – 1                         | Kecskeméti TE                    |
| ----------------------- | ----------------------------- | -------------------------------- |
| Balázs 40' Bulatović 7' | (1 – 1) Jegyzőkönyv Részletek | Lencse 11' 63' Bori 43' Mohl 67′ |

| ZTE Aréna, Zalaegerszeg Nézőszám: 2 125 Játékvezető: Fábián Mihály (magyar) |

| 10. forduló 2011. szeptember 23. 18:00 |

| Videoton                               | 4 – 1                         | Zalaegerszegi TE               |
| -------------------------------------- | ----------------------------- | ------------------------------ |
| Sándor 31' Fernández 51' Alves 56' 71' | (1 – 0) Jegyzőkönyv Részletek | Máté 88' Tököli 58' Kamber 83' |

| Sóstói Stadion, Székesfehérvár Nézőszám: 3 262 Játékvezető: Miquel Alvaro Garcia (chilei) Asszisztensek: Erős Gábor Ring György |

| 11. forduló 2011. október 1. 18:00 |

| Zalaegerszegi TE                                              | 1 – 1                         | Lombard Pápa                          |
| ------------------------------------------------------------- | ----------------------------- | ------------------------------------- |
| Turkovs 39' Tököli 41' Bogunović 44′ Manu Hervás 87' Máté 90' | (1 – 1) Jegyzőkönyv Részletek | Dlusztus 32' Puri 51′ Rodenbücher 81' |

| ZTE Aréna, Zalaegerszeg Nézőszám: 3 068 Játékvezető: Kovács J. Zoltán (magyar) |

| 12. forduló 2011. október 16. 16:00 |

| Újpest                                                             | 4 – 2                         | Zalaegerszegi TE                                  |
| ------------------------------------------------------------------ | ----------------------------- | ------------------------------------------------- |
| Rajczi 6' 65' 61' Simon 23' Marković 69' Dvorschák 28' Kabát 90+1' | (2 – 0) Jegyzőkönyv Részletek | Kamber 61' 75' Szakály 63' Bulatović 66' Máté 71' |

| Szusza Ferenc Stadion, Budapest Nézőszám: 3 217 Játékvezető: Szilasi Szabolcs (magyar) |

| 13. forduló 2011. október 22. 17:00 |

| Zalaegerszegi TE                           | 1 – 1                         | BFC Siófok                               |
| ------------------------------------------ | ----------------------------- | ---------------------------------------- |
| Méyé 87' (11-esből) Bogunović 28' Máté 45' | (0 – 1) Jegyzőkönyv Részletek | Szabó 45' Huszák 57' Fehér 86' Fejes 90' |

| ZTE Aréna, Zalaegerszeg Nézőszám: 2 656 Játékvezető: Németh Ádám (magyar) |

| 14. forduló 2011. október 29. 17:00 |

| Paksi FC                                                 | 4 – 2                         | Zalaegerszegi TE        |
| -------------------------------------------------------- | ----------------------------- | ----------------------- |
| Bartha 33' Szatmári 48' Magasföldi 71' Kiss 81' Éger 72' | (1 – 0) Jegyzőkönyv Részletek | Máté 53' 56' Kamber 83' |

| Fehérvári út, Paks Nézőszám: 1 620 Játékvezető: Veizer Roland (magyar) |

| 15. forduló 2011. november 5. 17:00 |

| Zalaegerszegi TE                             | 1 – 1                         | Kaposvári Rákóczi                             |
| -------------------------------------------- | ----------------------------- | --------------------------------------------- |
| Méyé 30' Kovács 19' Tököli 58' Bulatović 89' | (1 – 1) Jegyzőkönyv Részletek | Bőle 15' 62' Zsók 17' Petrazzi 81' Jammeh 78' |

| ZTE Aréna, Zalaegerszeg Nézőszám: 3 124 Játékvezető: Solymosi Péter (magyar) |

| 16. forduló 2011. november 19. 16:00 |

| Zalaegerszegi TE                              | 1 – 1                         | Diósgyőr                                                                  |
| --------------------------------------------- | ----------------------------- | ------------------------------------------------------------------------- |
| Kocsárdi 54' (11-esből) 42' Máté 57' Méyé 63' | (0 – 1) Jegyzőkönyv Részletek | Luque 43' (11-esből) Abdouraman 39' Takács 45' Vadász 53' Budovinszky 59' |

| ZTE Aréna, Zalaegerszeg Nézőszám: 1 500 Játékvezető: Takács János (magyar) Asszisztensek: L. Tóth Lajos Huszár Balázs |

| 17. forduló 2011. november 26. 15:00 |

| Debreceni VSC                                                     | 5 – 2                         | Zalaegerszegi TE                                      |
| ----------------------------------------------------------------- | ----------------------------- | ----------------------------------------------------- |
| Nikolić 46' 49' 58' Nagy 55' Coulibaly 60' (11-esből) Kulcsár 80' | (0 – 2) Jegyzőkönyv Részletek | Turkovs 17' Kamber 29' 76' Szalai 27' Manu Hervás 81' |

| Oláh Gábor utcai stadion, Debrecen Nézőszám: 3 700 Játékvezető: Berger József (magyar) |

#### Tavaszi fordulók
| 18. forduló 2012. március 3. 15:00 |

| Zalaegerszegi TE                               | 0 – 0                         | Pécsi MFC                                        |
| ---------------------------------------------- | ----------------------------- | ------------------------------------------------ |
| Kovács 44' Máté 79' Kocsárdi 83' Pavićević 87' | (0 – 0) Jegyzőkönyv Részletek | Andorka 27' Marović 70' Zeljković 71' Bajzát 86′ |

| ZTE Aréna, Zalaegerszeg Nézőszám: 2 900 Játékvezető: Németh Ádám (magyar) |

| 19. forduló 2012. március 10. 15:00 |

| Budapest Honvéd                          | 2 – 0                         | Zalaegerszegi TE |
| ---------------------------------------- | ----------------------------- | ---------------- |
| Ivancsics 20' 25' (11-esből) Vidović 42' | (2 – 0) Jegyzőkönyv Részletek | Ganugrava 61'    |

| Bozsik József Stadion, Budapest Nézőszám: 1 500 Játékvezető: Veizer Roland (magyar) |

| 20. forduló 2012. március 17. 17:30 |

| Zalaegerszegi TE                                 | 1 – 1               | Haladás                                              |
| ------------------------------------------------ | ------------------- | ---------------------------------------------------- |
| Balázs 35' Bogunović 48′ Kocsárdi 90′ Máté 90+2' | (1 – 1) Jegyzőkönyv | Halmosi 13' Tóth 2' Oross 50' Rajos 52′ Iszlai 90+2' |

| ZTE Aréna, Zalaegerszeg Nézőszám: 6 082 Játékvezető: Vad II. István (magyar) |

| 21. forduló 2012. március 24. 17:00 |

| Vasas                                           | 3 – 2               | Zalaegerszegi TE                                           |
| ----------------------------------------------- | ------------------- | ---------------------------------------------------------- |
| Tóth 7' Dajić 77' 79' Kovács 90+2' Bárányos 39' | (1 – 0) Jegyzőkönyv | Jasarević 72' Brkić 75' 75' Szalai 43' Balázs 60' Máté 84' |

| Illovszky Rudolf Stadion, Budapest Nézőszám: 1 700 Játékvezető: Radványi Ádám (magyar) |

| 22. forduló 2012. március 31. 17:30 |

| Zalaegerszegi TE | 0 – 2               | Győri ETO                   |
| ---------------- | ------------------- | --------------------------- |
| Brkić 74'        | (0 – 1) Jegyzőkönyv | Kamber 4' Trajković 67' 67' |

| ZTE Aréna, Zalaegerszeg Nézőszám: 3 412 Játékvezető: Szilasi Szabolcs (magyar) |

| 23. forduló 2012. április 8. 18:00 |

| Zalaegerszegi TE                                     | 2 – 3               | Ferencváros                                              |
| ---------------------------------------------------- | ------------------- | -------------------------------------------------------- |
| Kocsárdi 42' (11-esből) 78' Máté 57' 32' Szakály 39' | (1 – 0) Jegyzőkönyv | Šimić 61' Hakola 71' 90+2' Grúz 22' Júnior 41' Balog 86' |

| ZTE Aréna, Zalaegerszeg Nézőszám: 4 286 Játékvezető: Bognár Tamás (magyar) |

| 24. forduló 2012. április 14. 17:00 |

| Kecskeméti TE                                                  | 2 – 0               | Zalaegerszegi TE |
| -------------------------------------------------------------- | ------------------- | ---------------- |
| Lencse 5' Litsingi 64' 84' Alempijević 79' Balog 81' Čukić 88' | (1 – 0) Jegyzőkönyv | Máté 48'         |

| Széktói Stadion, Kecskemét Nézőszám: 2 600 Játékvezető: Böcskei Balázs (magyar) |

| 25. forduló 2012. április 21. 15:00 |

| Zalaegerszegi TE                                  | 0 – 2                         | Videoton                                                                  |
| ------------------------------------------------- | ----------------------------- | ------------------------------------------------------------------------- |
| Jahič 39′ Bogunović 39′ Balázs Zs. 72' Szalai 87' | (0 – 1) Jegyzőkönyv Részletek | Nikolics 41' (11-esből) Gosztonyi 73' Vinícius 49' Vaskó 69′ Szolnoki 76' |

| ZTE Aréna, Zalaegerszeg Nézőszám: 1 456 Játékvezető: Oláh Gábor (magyar) Asszisztensek: Butkai Zsolt Farkas Balázs |

| 26. forduló 2012. április 28. 18:00 |

| Lombard Pápa                       | 0 – 1               | Zalaegerszegi TE            |
| ---------------------------------- | ------------------- | --------------------------- |
| Nagy 69' Rodenbücher 74' Arsić 86' | (0 – 1) Jegyzőkönyv | Pavićević 12' 63' Brkić 35' |

| Perutz Stadion, Pápa Nézőszám: 1 150 Játékvezető: Veizer Roland (magyar) |

| 27. forduló 2012. május 5. 17:00 |

| Zalaegerszegi TE                                           | 1 – 1               | Újpest                                      |
| ---------------------------------------------------------- | ------------------- | ------------------------------------------- |
| Máté 46' Szakály 51' Szalai 74' Kocsárdi 85' Bogunović 87' | (0 – 0) Jegyzőkönyv | Vasiljević 75' (11-esből) 45' Proesmans 62' |

| ZTE Aréna, Zalaegerszeg Nézőszám: 2 235 Játékvezető: Andó-Szabó Sándor (magyar) |

| 28. forduló 2012. május 12. 18:00 |

| BFC Siófok                                  | 2 – 0               | Zalaegerszegi TE     |
| ------------------------------------------- | ------------------- | -------------------- |
| Melczer 21' Pál 47' Nyári 55' Egerszegi 90' | (1 – 0) Jegyzőkönyv | Máté 57′ Szakály 61' |

| Révész Géza utca, Siófok Nézőszám: 520 Játékvezető: Fábián Mihály (magyar) |

| 29. forduló 2012. május 20. 15:00 |

| Zalaegerszegi TE                                                    | 1 – 1               | Paksi FC                 |
| ------------------------------------------------------------------- | ------------------- | ------------------------ |
| Kocsárdi 18' Polareczki 19' Nicorec 32' Ganugrava 35' Jasarević 59' | (1 – 0) Jegyzőkönyv | Szatmári 82' Gévay 90+2' |

| ZTE Aréna, Zalaegerszeg Nézőszám: 1 241 Játékvezető: Ring György (magyar) |

| 30. forduló 2012. május 27. 18:00 |

| Kaposvári Rákóczi                                     | 3 – 1               | Zalaegerszegi TE                                            |
| ----------------------------------------------------- | ------------------- | ----------------------------------------------------------- |
| Grumić 4' 20' 4' Graszl 62' (11-esből) 59' Ndiaye 78' | (2 – 1) Jegyzőkönyv | Okuka 10' (öngól) Kocsárdi 21' Polareczki 25' Szakály 90+1' |

| Rákóczi Stadion, Kaposvár Nézőszám: 2 000 Játékvezető: Veizer Roland (magyar) |

#### Végeredmény
| #   | Csapat            | M  | GY | D  | V  | G+ – G– | GK  | P                                                      | Megjegyzések                                   |
| --- | ----------------- | -- | -- | -- | -- | ------- | --- | ------------------------------------------------------ | ---------------------------------------------- |
| 1.  | Debreceni VSC     | 30 | 22 | 8  | 0  | 64–18   | +46 | 74                                                     | 2012–2013-as Bajnokok Ligája – 2. selejtezőkör |
| 2.  | Videoton          | 30 | 21 | 3  | 6  | 58–19   | +39 | 66                                                     | 2012–2013-as Európa-liga – 2. selejtezőkör     |
| 3.  | Győri ETO         | 30 | 20 | 3  | 7  | 56–31   | +25 | 63 \|style="background-color: #FAFAFA;"\|              |                                                |
| 4.  | Budapest Honvéd   | 30 | 13 | 7  | 10 | 48–40   | +8  | 46                                                     | 2012–2013-as Európa-liga – 1. selejtezőkör     |
| 5.  | Kecskeméti TE     | 30 | 13 | 6  | 11 | 48–38   | +10 | 45 \|rowspan="10" style="background-color: #FAFAFA;"\| |                                                |
| 6.  | Paksi FC          | 30 | 12 | 9  | 9  | 47–51   | −4  | 45                                                     |                                                |
| 7.  | Diósgyőr          | 30 | 13 | 4  | 13 | 42–43   | −1  | 43                                                     |                                                |
| 8.  | Haladás           | 30 | 9  | 11 | 10 | 39–37   | +2  | 38                                                     |                                                |
| 9.  | BFC Siófok        | 30 | 9  | 9  | 12 | 30–41   | −11 | 36                                                     |                                                |
| 10. | Kaposvári Rákóczi | 30 | 7  | 14 | 9  | 35–42   | −7  | 35                                                     |                                                |
| 11. | Ferencváros       | 30 | 9  | 7  | 14 | 31–36   | −5  | 34                                                     |                                                |
| 12. | Pécsi MFC         | 30 | 8  | 10 | 12 | 36–50   | −14 | 34                                                     |                                                |
| 13. | Újpest            | 30 | 8  | 8  | 14 | 34–46   | −12 | 32                                                     |                                                |
| 14. | Lombard Pápa      | 30 | 8  | 6  | 16 | 26–40   | −14 | 30                                                     |                                                |
| 15. | Vasas             | 30 | 5  | 9  | 16 | 29–51   | −22 | 22                                                     | NB II                                          |
| 16. | Zalaegerszegi TE  | 30 | 1  | 10 | 19 | 25–65   | −40 | 13                                                     | NB II                                          |

Forrás: MLSZ adatbank 
A rangsorolás alapszabályai: 1. összpontszám, 2. győzelmek száma, 3. gólkülönbség, 4. szerzett gólok száma, 5. egymás elleni eredmények összpontszáma,  6. egymás elleni eredmények gólkülönbsége, 7. egymás elleni eredmények szerzett góljainak száma, 8. egymás elleni eredmények idegenben szerzett góljainak száma.
A Vasastól két pontot levontak.
(B): Bajnokcsapat, (K): Kieső csapat, (F): Feljutó csapat, (I): Kupainduló, (R): A rájátszás győztese, (KGY): Kupagyőztes

Jegyzet
- A Győri ETO-t az UEFA eltiltotta a nemzetközi kupaszerepléstől, ezért a negyedik helyezett csapat indulhatott a 2012–13-as Európa-ligában.[2]

#### Eredmények összesítése
Az alábbi táblázatban összesítve szerepelnek a Zalaegerszegi TE FC 2011/12-es bajnokságban elért eredményei.
| Ősz/tavasz (forduló)    | Otthon | Otthon | Otthon | Otthon | Otthon | Otthon | Otthon | Idegenben | Idegenben | Idegenben | Idegenben | Idegenben | Idegenben | Idegenben |
| Ősz/tavasz (forduló)    | M      | GY     | D      | V      | LG–KG  | GK     | P      | M         | GY        | D         | V         | LG–KG     | GK        | P         |
| ----------------------- | ------ | ------ | ------ | ------ | ------ | ------ | ------ | --------- | --------- | --------- | --------- | --------- | --------- | --------- |
| Őszi szezon (1–17.)     | 8      | 0      | 6      | 2      | 6–12   | –6     | 6      | 9         | 0         | 0         | 9         | 10–31     | –21       | 0         |
| Tavaszi szezon (18–30.) | 7      | 0      | 4      | 3      | 5–10   | –5     | 4      | 6         | 1         | 0         | 5         | 4–12      | –8        | 3         |
| Összesen (1–30.)        | 15     | 0      | 10     | 5      | 11–22  | –11    | 10     | 15        | 1         | 0         | 14        | 14–43     | –29       | 3         |

#### Helyezések fordulónként
| Forduló  | 1  | 2  | 3  | 4  | 5  | 6  | 7  | 8  | 9  | 10 | 11 | 12 | 13 | 14 | 15 | 16 | 17 | 18 | 19 | 20 | 21 | 22 | 23 | 24 | 25 | 26 | 27 | 28 | 29 | 30 |
| -------- | -- | -- | -- | -- | -- | -- | -- | -- | -- | -- | -- | -- | -- | -- | -- | -- | -- | -- | -- | -- | -- | -- | -- | -- | -- | -- | -- | -- | -- | -- |
| Helyszín | I  | O  | I  | O  | I  | O  | I  | I  | O  | I  | O  | I  | O  | I  | O  | O  | I  | O  | I  | O  | I  | O  | O  | I  | O  | I  | O  | I  | O  | I  |
| Eredmény | V  | V  | V  | V  | V  | D  | V  | V  | D  | V  | D  | V  | D  | V  | D  | D  | V  | D  | V  | D  | V  | V  | V  | V  | V  | GY | D  | V  | D  | V  |
| Helyezés | 16 | 16 | 16 | 16 | 16 | 16 | 16 | 16 | 16 | 16 | 16 | 16 | 16 | 16 | 16 | 16 | 16 | 16 | 16 | 16 | 16 | 16 | 16 | 16 | 16 | 16 | 16 | 16 | 16 | 16 |

Helyszín: O = Otthon; I = Idegenben. Eredmény: GY = Győzelem; D = Döntetlen; V = Vereség.

### Magyar kupa
| 3. forduló 2011. szeptember 28. 15:30 |

| Kaposvári Rákóczi II             | 1 – 0               | Zalaegerszegi TE |
| -------------------------------- | ------------------- | ---------------- |
| Bőle 90+1' Diallo 84' Kiss 90+3' | (0 – 0) Jegyzőkönyv |                  |

| Nézőszám: 200 Játékvezető: Botló Béla (magyar) |

### Ligakupa

#### Csoportkör (A csoport)
| 1. forduló 2011. augusztus 31. 18:00 |

| Haladás                                               | 2 – 1               | Zalaegerszegi TE                          |
| ----------------------------------------------------- | ------------------- | ----------------------------------------- |
| Simon 67' Czafit 77' Jagodics 4' Rajos 31' Farkas 33' | (0 – 1) Jegyzőkönyv | Kovács 36' Bujor 53' Jahič 54' Kovács 67' |

| Rohonci úti stadion, Szombathely Nézőszám: 500 Játékvezető: Pánczél Krisztián (magyar) |

| 2. forduló 2011. szeptember 7. 17:00 |

| Zalaegerszegi TE | 0 – 8               | Lombard Pápa                                                         |
| ---------------- | ------------------- | -------------------------------------------------------------------- |
| Major 49'        | (0 – 2) Jegyzőkönyv | Žuļevs 11' 66' Varga 41' Lovrencsics 49' 52' Szabó 56' 86' Marić 81' |

| ZTE Aréna, Zalaegerszeg Nézőszám: 300 Játékvezető: Pintér Csaba (magyar) |

| 3. forduló 2011. október 5. 17:00 |

| Zalaegerszegi TE                              | 1 – 1               | Győri ETO                             |
| --------------------------------------------- | ------------------- | ------------------------------------- |
| Bujor 12' Delić 45' Csordás 54' Jasarević 56' | (1 – 0) Jegyzőkönyv | Kiss 68' 63' Takács 19' Windecker 72' |

| ZTE Aréna, Zalaegerszeg Nézőszám: 200 Játékvezető: Kovács Gábor (magyar) |

| 4. forduló 2011. október 12. 15:00 |

| Győri ETO               | 3 – 1               | Zalaegerszegi TE                |
| ----------------------- | ------------------- | ------------------------------- |
| Kiss 7' Serfőző 52' 54' | (1 – 0) Jegyzőkönyv | Szalai 90' Szabó 47' Mavolo 83' |

| ETO Park, Győr Nézőszám: 300 Játékvezető: Farkas Tibor (magyar) |

| 5. forduló 2011. november 9. 16:00 |

| Lombard Pápa                                             | 4 – 0               | Zalaegerszegi TE           |
| -------------------------------------------------------- | ------------------- | -------------------------- |
| Lovrencsics 33' 41' Ferenczi 45' 56' Nagy 62' Germán 77' | (3 – 0) Jegyzőkönyv | Jasarević 49' Krajczár 79' |

| Perutz Stadion, Pápa Nézőszám: 100 Játékvezető: Gaál Gyöngyi (magyar) |

| 6. forduló 2011. november 16. 13:00 |

| Zalaegerszegi TE                   | 3 – 0               | Haladás                        |
| ---------------------------------- | ------------------- | ------------------------------ |
| Kovács 25' 44' Bujor 73' Major 60′ | (2 – 0) Jegyzőkönyv | Ugrai 41' Nagy 46' Horváth 78' |

| ZTE Aréna, Zalaegerszeg Nézőszám: 150 Játékvezető: Barna Gábor (magyar) |

#### Az A csoport végeredménye
| Csapat           | M | Gy | D | V | G+ | G– | Gk  | P  |
| ---------------- | - | -- | - | - | -- | -- | --- | -- |
| Lombard Pápa     | 6 | 4  | 1 | 1 | 16 | 3  | +13 | 13 |
| Győri ETO        | 6 | 2  | 3 | 1 | 9  | 8  | +1  | 9  |
| Haladás          | 6 | 2  | 1 | 3 | 7  | 9  | –2  | 7  |
| Zalaegerszegi TE | 6 | 1  | 1 | 4 | 6  | 18 | –12 | 4  |

## Külső hivatkozások
- A csapat hivatalos honlapja
- A Magyar Labdarúgó Szövetség honlapja, adatbankja